# Manuel Velasco de Pando
Manuel Velasco de Pando (Sevilla, 24 d'abril de 1888 - Madrid, 31 de desembre de 1958) fou un enginyer espanyol, acadèmic de la Reial Acadèmia de Ciències Exactes, Físiques i Naturals.
El 1910 es llicencià en enginyeria industrial a l'Escola d'Enginyers Industrials de Bilbao. Va publicar nombrosos treballs i articles sobre teories de l'elasticitat i resistència dels materials, sobre les que en va oferir classes magistrals a l'Escola Superior d'Enginyers Industrials de Madrid. També va descobrir un mètode per a la integració general de les equacions elàstiques dins de la mecànica de fluids. També fou un dels divulgadors de la teoria de la relativitat d'Albert Einstein en cercles de conferències a la Real Academia Sevillana de Buenas Letras (d'on en fou acadèmic numerari), a l'Ateneu de Sevilla i a l'Escola d'Enginyers de Bilbao.
Fou president de la Junta Tècnica de l'Institut de Càlcul del Consell Superior d'Investigacions Científiques, vocal de la Comissió Permanent de Pesos i Mesures, i president del Consell Superior d'Indústria. El 1955 fou elegit acadèmic de la Reial Acadèmia de Ciències Exactes, Físiques i Naturals, de la que ja n'era corresponent des de 1921.

## Obres
- Piezas cargadas normalmente a su plano (1917 i 1923)
- Solución general del problema elástico (1925)
- Placa elástica empotrada (1936)
- Placa circular con carga cualquiera (1936)
- Placa continua sobre apoyos aislados (1936)
- Nuevo método para resolver las ecuaciones integrales (1940)
- Arcos circulares y elípticos cargados normalmente a su plano (1944)
- Elasticidad y resistencia de los materiales (1946)
- Repertorio de funciones (1949)
- Plasticidad, nueva teoría y aplicaciones (1954)